# Saturn Girl
Saturn Girl (ook bekend onder de naam Imra Ardeen) is een personage uit de Amerikaanse comics van DC Comics. Ze is een getalenteerde telepaat uit de 30ste eeuw en is in die tijd een van de medeoprichters van superheldenteam, Legion of Super-Heroes. Imra's bijnaam "Saturn Girl" refereert aan haar thuiswereld Titan, de grootste maan van de planeet Saturnus
Er bestaan drie versies van Imra sinds haar debuut, die los zijn komen te staan door de gebeurtenissen in Zero Hour en Infinite Crisis. Saturn Girl maakte haar live-actiondebuut in een aflevering van de serie Smallville, waar ze wordt gespeeld door Alex Johnson. Meer recent verscheen Imra in het derde seizoen van de televisieserie Supergirl, dat zich afspeelt in DC's Arrowverse, waarin ze gespeeld wordt door Amy Jackson. In dit universum komt ze uit de toekomst en is ze getrouwd met Mon-El.